# Quercus nigra
Pour les articles homonymes, voir chêne noir.
Espèce
Classification phylogénétique
Le chêne noir, chêne d'eau ou Quercus nigra (water oak en anglais), connu comme le chêne gris en Louisiane, est une espèce d'arbres du sous-genre Quercus et de la section Lobatae. Cette espèce est présente dans le Sud-Est des États-Unis. Ce chêne a une courte durée de vie (moins d'un siècle) une taille moyenne (30 m max.) et il faut attendre environ 20 ans pour les premières floraisons et fructifications. Il produit alors d'abondantes glandaies presque chaque année.

## Aire de répartition

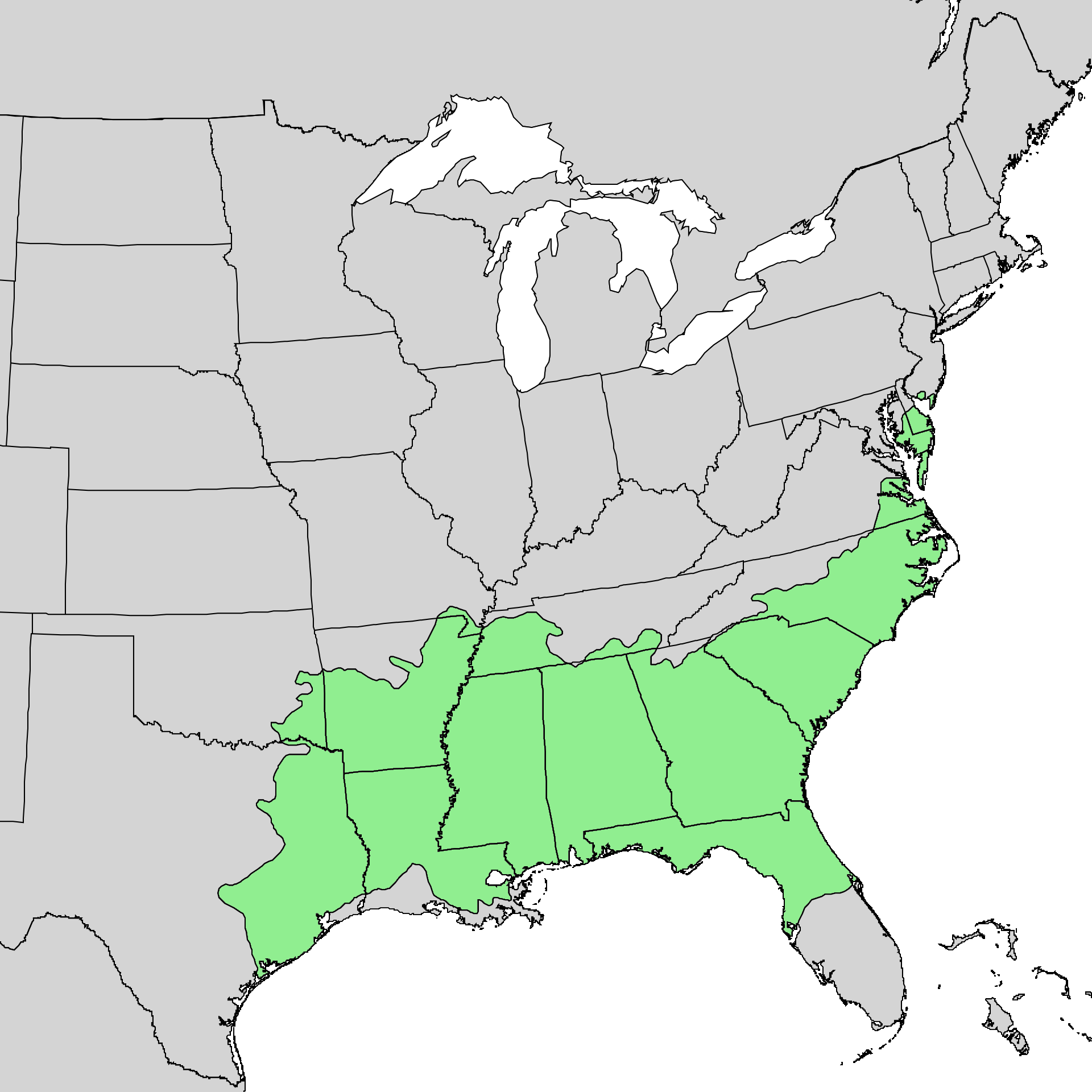
Aire naturelle de répartition du chêne noir.

Cet arbre est trouvé naturellement du sud de l'État du Delaware au sud du Maryland, Virginie et au piémont de la Caroline du Nord, dans toute la Caroline du Sud, dans la plus grande partie de la Géorgie (hormis dans les montagnes des Appalaches), dans tout l'Alabama, le Mississippi, le centre de la Floride, à l'ouest de la Louisiane et à l'est du Texas. De là au Nord-Est du Missouri dont dans l'Arkansas, l'Est de l'Oklahoma et certaines parties du Tennessee, et dans l'extrême Sud-Ouest du Kentucky, il est présent dans les basses terres et jusqu'à 450 m d'altitude.

## Autres dénominations
- Spotted oak,
- duck oak,
- punk oak,
- orange oak
- possum oak.

## Description
De taille moyenne, ce chêne peut atteindre une trentaine de mètres de hauteur (pour un diamètre de tronc d'environ un mètre)
Écorce : Les jeunes arbres ont une écorce brune et lisse (verdâtre quand elle est couverte de microalgues) qui devient peu à peu gris-noir avec des crêtes écailleuses rugueuses quand l'arbre arrive à maturité.
Feuilles : Le chêne d'eau est une essence à feuilles caduques. Elles sont alternes, simples et tardivement caduques (-ne tombant qu'en hiver) ; 
L'arbre est facile à déterminer par ses feuilles, qui ont un lobe dont la forme évoque une goutte d'eau suspendue à partir de l'attache de la feuille sur la branche. 

Elles sont longues de 3 à 12 cm et larges de 2 à 6 cm, de forme variable (le plus souvent spatulées, larges et arrondies en haut et étroites à la base. Leur bord est variablement lisse à faiblement lobée, avec des poils en bout de feuille et de lobe.

Le dessus de chaque feuille est d'un vert terne à bleuâtre et le dessous est vert pâle à bleuté avec des lignes fines de couleur rouille le long des nervures.
Fruits : Les glands sont disposés individuellement ou par paires, ils mesurent de 10 à 14 mm de long et de large, avec une cupule peu profonde; ils mûrissent environ 18 mois après la pollinisation à l'automne lors de leur deuxième année de croissance.

## Écologie

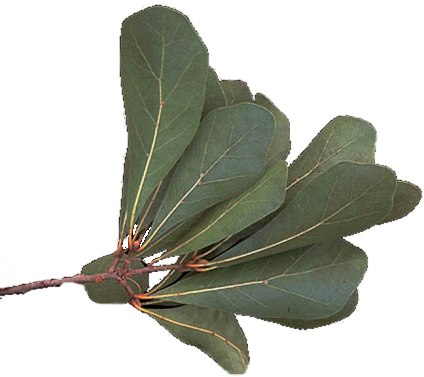
Groupe de feuilles de chêne noir.

On attribue au Chêne d'eau des fonctions écologique et services écosystémiques proches de celles des saules et peupliers ou aulnes des zones humides, sauf qu'il fournit à divers animaux une nourriture différente, sous forme de glands (petits mais nombreux) ; ces glands sont des aliments notamment appréciés du cerf de Virginie, de l'écureuil gris, du raton laveur, du Dindon sauvage, du canard colvert du canard des bois ou encore du Colin de Virginie et de nombreux rongeurs. 
En hiver, les cerfs broutent aussi les bourgeons et les jeunes rameaux de cet arbre.
C'est le chêne le plus adapté aux zones marécageuses, mais s'il pousse préférentiellement le long des étangs et des berges de cours d'eau, il peut aussi tolérer les sites bien drainés et les sols compactés, même lourds. 
Il pousse dans les sols sableux, les argiles rouges et dans les zones tourbeuses marécageuses dans les zones alluviales. 

En raison de sa capacité à croître et se reproduire rapidement, le chêne d'eau sont souvent l'une des espèces les plus abondantes dans les peuplements arborés des régions qui lui conviennent, mais sa durée de vie 60 à 80 ans est moindre (jusqu'à 10 fois moindre) que celle d'autres chênes croissant plus lentement. 

En présence d'arbres plus grands que lui ou cachant la lumière, il est mauvais compétiteur ;
C'est une des espèces bioaccumulatrices qui peut jouer un rôle dans la concentration et diffusion du plomb (source de saturnisme animal et humain) par exemple émis par les raffineries ou la pollution automobile (plomb tétraéthyle). Le plomb n'est pas retrouvé dans les glands, mais il est accumulé dans les cernes du bois d'où il pourra être extrait par les champignons saproxylophages et les communautés animales saproxylophages (insectes, larves d'insectes et limaces vivant dans le bois mort principalement, et certains de leurs prédateurs). Le plomb environnemental est aussi trouvé dans les feuilles.
Le gland de ce chêne est dit « récalcitrant » et « à germination différée » c'est-à-dire qu'il ne germe pas facilement, ou en fonction de conditions mal comprises, mais qui font l'objet d'études en laboratoire ou in situ,,.

## Utilisations
Dans le Sud-Est des États-Unis, le Chêne de l'eau est fréquemment utilisé pour 
- la renaturation de cours d'eau, et la restauration de forêts alluviales de feuillus, par génie écologique sur des terres dégradées ou défrichées pour ou par l'agriculture ou la sylviculture de résineux.
- son bois d'œuvre ou de chauffage (dans les États du Sud, depuis le XVIIe siècle), son bois étant souvent vendu comme "chêne rouge", en mélange avec cette essence.

## Hybridations
Il peut s'hybrider avec 
- Quercus falcata ;
- Quercus incana ;
- Quercus laevis ;
- Quercus marilandica ;
- Quercus phellos ;
- Quercus shumardii ;
- Quercus velutina

## Maladies etinteractions durablesavec d'autres espèces
Il peut être affecté par de nombreux parasites et notamment par une forme de rouille (Cronartium) et une guilde d'espèces mineuses qui peuvent provoquer la chute prématurée des feuilles touchées (ce qui pourrait être une défense de l'arbre contre certains prédateurs ou simplement et plutôt une réponse de la feuille à des dommages trop important pour sa survie).
Il peut être aussi dans certaines circonstances (forêt à canopée fermée par l'absence de chablis ou de coupes récentes) fortement colonisé par une espèce de gui (Phoradendron flavescens), qui semble pouvoir contribuer à l'affaiblir, voire être un facteur de mortalité ; le chêne d'eau est l'espèce la plus utilisée par ce gui pour son cycle de vie, peut être en raison de l'écorce particulièrement fine de ce chêne, qui permettrait au gui de l'infester plus facilement.